# Chachagüí
Chachagüí là một khu tự quản thuộc tỉnh Nariño, Colombia. Thủ phủ của khu tự quản Chachagüí đóng tại Chachagüí Khu tự quản Chachagüí có diện tích 148 ki lô mét vuông. Đến thời điểm ngày 28 tháng 5 năm 2005, khu tự quản Chachagüí có dân số 10612 người.